# دفتر خاطرات شاعرانه
دفتر خاطرات شاعرانه یا نیکی بونگاکو (به ژاپنی: 日記文学)، یک ژانر در ادبیات ژاپنی است که قدمت آن به توسا نیکی کی نو تسورایوکی می‌رسد، که تقریباً در سال ۹۳۵ گردآوری شده است. نیکی بونگاکو ژانری است شامل آثار برجسته‌ای مانند توسا نیکی، کاگرو نیکی و دفتر خاطرات موراساکی شیکیبو. در حالی که یادداشت‌های روزانه به‌عنوان سوابق تقلید از گزارش‌های روزانه که توسط مقامات دولتی چین نگهداری می‌شد آغاز شد، خاطرات خصوصی و ادبی در دوره هی‌آن (۷۹۴–۱۱۹۲ پس از میلاد) پدید آمدند و شکوفا شدند.